# Tomislav Nikolić
Tomislav Nikolić, detto Toma (in serbo Томислав "Тома" Николић; Kragujevac, 15 febbraio 1952), è un politico serbo, presidente della Repubblica di Serbia dal maggio 2012 al maggio 2017.

## Biografia
Nikolić entra in politica nel 1990 con il Partito Radicale Popolare, pochi mesi dopo contribuisce alla fusione dei comitati locali del suo partito con il Movimento Cetnico Serbo di Vojislav Šešelj e viene eletto vicepresidente della nuova formazione politica, il Partito Radicale Serbo nazionalista di estrema destra. Nel 1992 è eletto deputato; nel 1996 insieme a Šešelj è imprigionato per tre mesi dal regime di Milošević. Nonostante ciò nel marzo del 1998 il Partito Radicale Serbo e il Partito Socialista di Serbia di Milošević formano una coalizione nazionalista contro la NATO e Nikolić ricopre l'incarico di vicepremier della Repubblica Federale di Jugoslavia.
Nel 2000 partecipa per la prima volta come candidato alle elezioni presidenziali in Jugoslavia, giungendo terzo con poco più del 5%.
Il 23 febbraio 2003 Šešelj viene imputato e estradato al Tribunale dell'Aja per crimini di guerra. Dopo la sua andata Nikolić assume la leadership nel Partito Radicale e si candida alle elezioni presidenziali del 2003, arrivando primo col 46,2%, ma le elezioni vennero azzerate per la bassa affluenza.
Alle elezioni presidenziali del 2004 Nikolić arriva al primo posto nel primo turno con il 30,1% ma viene sconfitto nel secondo turno dal candidato del Partito Democratico Boris Tadić.
L'8 maggio 2007 col supporto del suo partito e del Partito Democratico di Serbia viene eletto presidente dell'Assemblea Nazionale di Serbia, ma neanche una settimana, viene sfiduciato dal Partito Democratico di Serbia e si dimette il 13 maggio.
Alle presidenziali del 2008 Nikolić si ritrova a sfidare il presidente uscente Tadić, anche questa volta vince al primo turno col 40,0% ma viene sconfitto al secondo turno dal suo rivale.
Il 6 settembre 2008 però Nikolić lascia il Partito Radicale Serbo, dopo aver duramente contrastato Šešelj sulla linea del partito riguardo all'entrata della Serbia nell'Unione europea.
Il 21 ottobre Nikolić fonda il Partito Progressista Serbo nazional-conservatore e soprattutto favorevole all'entrata nell'UE.
Dopo di ciò Nikolić continuò a guidare l'opposizione a Tadić, giungendo a protestare contro il governo anche con uno sciopero della fame nell'aprile del 2011.
Quindi Nikolić ha condotto il suo partito alle elezioni parlamentari del 2012 e si è candidato alle presidenziali, sfidando Tadić per la terza volta. Al primo turno è stato sconfitto per poco più di 10 000 voti ottenendo il 25,0% contro il 25,3% dello sfidante; al secondo turno però è riuscito a batterlo col 51,2% venendo eletto presidente della repubblica. Dopo la sua elezione si è dimesso da presidente del suo partito.
Il 31 maggio dopo aver giurato di fronte al Parlamento ha ufficialmente assunto l'incarico di presidente della repubblica.